# Waiting for Forever
Waiting for Forever is een romantische komedie uit 2010 onder regie van James Keach en met Tom Sturridge en Rachel Bilson in de hoofdrollen. De film werd over het algemeen slecht ontvangen door de critici. Zo behaalt hij bij Rotten Tomatoes slechts 6%.

## Verhaal
Will en Emma waren in hun jeugd onafscheidelijk en hadden ze naast een hechte band ook nog romantische gevoelens voor elkaar. Toen ze zeven waren kwamen Wills ouders om bij een treinongeval en ging hij ver weg bij een oom wonen en verloren ze het contact. Will kon Emma echter niet uit zijn hoofd zetten en verhuist telkens zij verhuist naar dezelfde stad; echter zonder dat hij haar durft aanspreken. Intussen verdient hij de kost als straatartiest.
Op een gegeven moment wordt Emma's vader ernstig ziek en reist ze terug naar haar geboortestad. Als dit hem via een vriend ter ore komt keert ook hij al liftend terug. Hij ontmoet er voor het eerst in twee jaar zijn broer Jim en diens vrouw. Jim vindt dat hij psychisch ziek is. Hij gaat logeren bij zijn oude vriend Joe en diens vrouw Dolores. Die sporen hem aan Emma op te zoeken.
Emma kampt intussen met haar eigen problemen. Haar vriendje Aaron komt haar opzoeken met de mededeling dat hij haar vergeeft voor haar overspel met een vriend van hem. Wat hij er niet bij vertelt is dat die vriend bij een confrontatie tussen de twee is omgekomen. Te midden van alle drama spreekt Will haar eindelijk aan en troont hij haar mee op een nostalgische wandeling door het dorp. Als hij echter toegeeft haar al jaren te achtervolgen wordt ze kwaad en bezweert hem ermee op te houden.
Als ze alles aan Aaron vertelt heeft die de ideale zondebok voor de dood van zijn vriend gevonden. Will wordt opgepakt en ondervraagd, maar bij gebrek aan bewijs weer vrijgelaten. Hij vertrekt naar San Francisco en stuurt Emma een brief waarin hij haar vraagt een koppel te contacteren. Op de dag van de misdaad gaven deze mensen hem een lift naar het dorp. Emma beseft nu hoe de vork aan de steel zit en geeft Aaron aan. Kort daarop overlijdt ook haar vader.
Later krijgt ze opnieuw een brief van Will, waarin hij schrijft haar los te laten. Ze reist hem achterna en vindt hem ten slotte terwijl hij aan het optreden is. Hij komt naar haar toe en ze omhelzen elkaar.

## Rolverdeling
| Acteur           | Personage     | Opmerking       |
| ---------------- | ------------- | --------------- |
| Tom Sturridge    | Will Donner   |                 |
| Rachel Bilson    | Emma Twist    |                 |
| Scott Mechlowicz | Jim Donner    | Wills broer     |
| Jaime King       | Susan Donner  | Jims vrouw      |
| Nelson Franklin  | Joe           | Wills vriend    |
| Nikki Blonsky    | Dolores       | Joes vrouw      |
| Richard Jenkins  | Richard Twist | Emma's vader    |
| Blythe Danner    | Miranda Twist | Emma's moeder   |
| Matthew Davis    | Aaron         | Emma's vriendje |

## Productie
Waiting for Forever is een onafhankelijke film met een budget van iets minder dan $5 miljoen. In september 2008 werd aangekondigd dat de film werd gemaakt, met Rachel Bilson in de hoofdrol. Er werd hierbij ook gemeld dat de opnames aan het einde van de maand van start zouden gaan in Salt Lake City. Nadat werd bekendgemaakt dat ook Jaime King van de partij was, kreeg Tom Sturridge de mannelijke hoofdrol. Uiteindelijk werden ook Nikki Blonsky, Scott Mechlowicz, Riley Smith, Blythe Danner en Richard Jenkins binnen enkele dagen gecast.
De opnames vonden plaats in Utah, respectievelijk in Ogden en Salt Lake City. Het merendeel van de crew had nog geen werkervaring in de staat. Een belangrijke scène zou aanvankelijk opgenomen worden in Monument Valley, maar dit werd verplaatst naar Echo Canyon.